# 萬世大路
萬世大路（ばんせいたいろ）は、国道13号のうち福島県福島市から山形県米沢市に到る区間の愛称である。現在の表記は「万世大路」であるが、ここでは区別のため以下の表記を使い分ける。
- 萬世大路 ： 1881年（明治14年）に開通した明治国道およびそれを引き継いだ大正国道5号→国道13号旧道
- 万世大路 ： 現在の国道13号

## 萬世大路

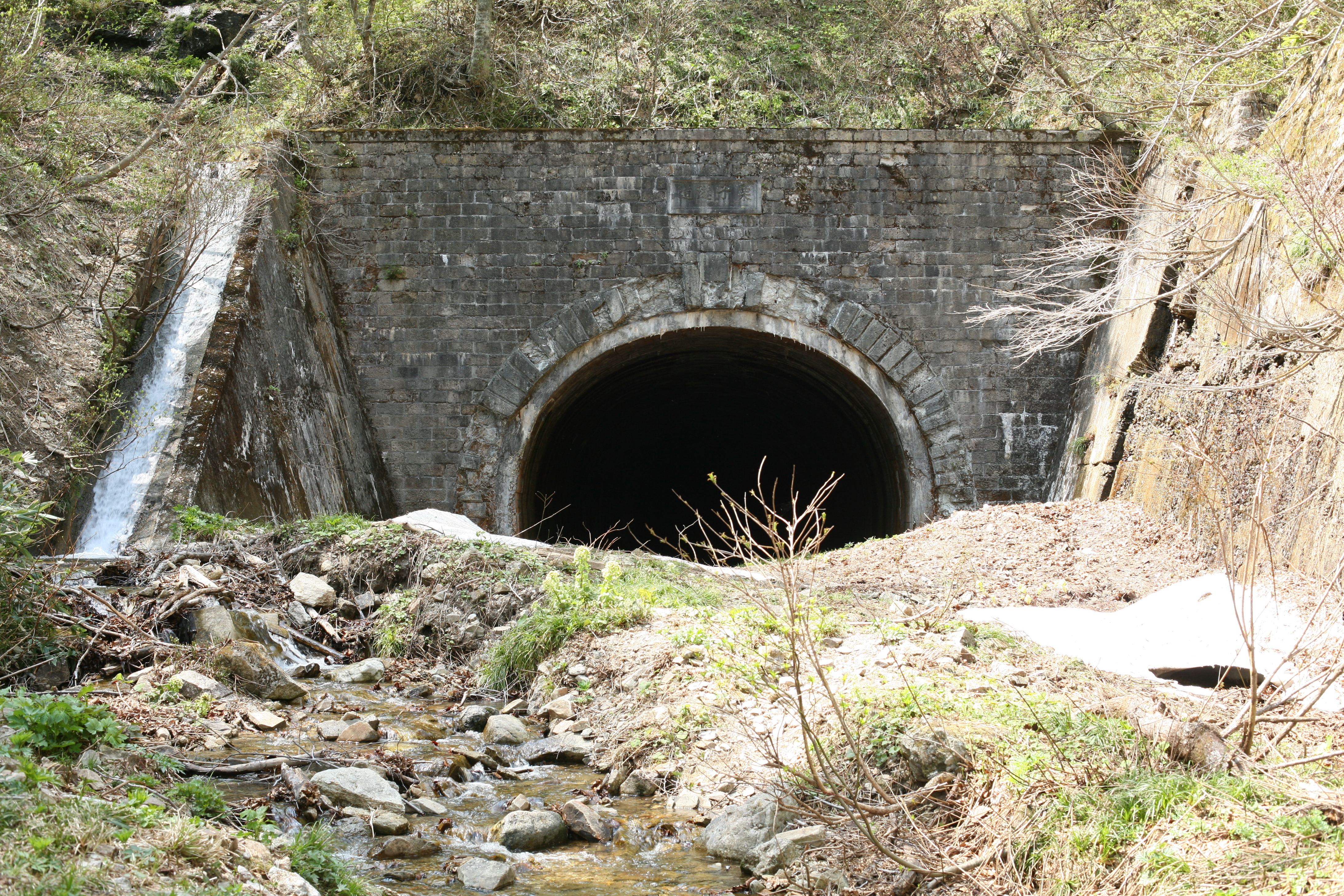
栗子隧道の福島側坑口

1874年（明治7年）、福島県信夫郡上飯坂村（現福島市飯坂町）第3区区長の立岩一郎により、それまでの米沢街道（板谷街道）の往来の不便さの解消のため、かつて米沢藩により通行が禁止された明神峠超え（中野～二ツ小屋～明神峠～赤浜）の新道開削の陳情が福島県庁に対し行われ、1875年（明治8年）より県の現地調査が行われ路線案の策定が行われた。また同年、当時の工務卿、伊藤博文により福島・山形両県に対し福島から山形に至る明神峠超えの電信線架設について便宜を図るようとの通達があり、電信線と道路の予定線の調査が両県により行われた。なお、現在でもNTTの通信線はこの明神峠超えのルートが取られている。
1876年（明治9年）、山形県の初代県令に就任した三島通庸は、県内では主要産業である農業が盛んに行われていたが、道路の状況は劣悪で、産出される農作物の輸送手段がないため牛馬や荷車の数も著しく少なく、もっぱら人が背負って運搬しているという有様を目の当たりにした。道路の整備の必要性を痛感した三島は、「県民の暮らしを豊かにするにはまず道路を整備し、経済活動を活発にさせる必要がある」と力説して、内務卿の大久保利通など周囲の反対意見を押し切り隣県との間に多数の大規模な道路建設を推進した。山形県と福島県を結ぶ従来の幹線路は、上山と桑折を金山峠・小坂峠経由で結ぶ羽州街道であったが、三島はこれを廃し米沢と福島を栗子峠経由で結ぶ刈安新道を新たな羽州街道として計画した。福島県側は、福島中心部から中野地内を経て、高平隧道、大桁隧道、二ツ小屋隧道を含み、栗子山隧道東口までを工区とし、中野新道とも呼ばれた。「土木県令」ともよばれた三島がとった手法は強引なもので、事業推進のため山形県令就任のこの年の内に、県内道路計画の告示を出して地元区長に工事金予算14万5千円の負担を求め、そのうちの9万5千円が刈安新道に対するものであった。萬世大路の三島が担当した刈安新道にかかった総工事費は12万6900円あまりで、そのうちの民費負担は75%、残り25%は官費負担であったが、福島県側の中野新道では民費負担は17%余り、官費負担は国負担が11%、県負担が71%であった。
隧道工事は、仙台鎮台より火薬の払い下げを受けて進められたが、不慣れな工事のため事故が続発した。発破作業に伴う火傷や骨折など346事例が発生し、うち4事例は死亡事故となった（死者数不詳）。福島県は、高平隧道東側の円部地内に福島病院仮出張所を開設して、治療を当たらせながら工事を続行させるとともに、1880年には大坂鉄道局に職員を派遣してトンネル支保工の技術を習得させている。現在の福島市内においては、路線上の土地家屋の強制収用が行われ、陣場町（現在の万世町通りとの交差点）から大笹生（現在の十六沼公園の南側）までの路線、すなわち現在の陣場通り（市道）、福島県道3号福島飯坂線、福島県道312号折戸笹谷線、福島市道笹谷中野線はほぼ一直線に道が伸びていた。現在の福島市中心部の行政区画名である万世町は、万世大路の起点部分に位置することから名付けられたものである。刈安新道ともよばれた山形県側の経路上には、新沢橋、烏川橋、大平橋、杭甲橋の4つのコンクリート橋と、苅安隧道、栗子山隧道の2つの隧道を含み、栗子山隧道東口までを工区とした。
中でも県境の栗子峠に掘られた栗子山隧道は、全長がおよそ8町（文献により、864 mから876 mとメートル換算値に幅がある。）という明治初期としては考えられないような長大な隧道で、このトンネル掘削のため、三島はアメリカ製のトンネル掘削機を日本で初めて購入した。計画途中に福島県から、栗子山隧道を約100m延長して線形を改良する提案が出された。栗子山隧道掘削の費用を全て持つことになっていた山形県は難色を示し、延長による工事費用を福島県で持つならばよいと回答した。検討を重ねた結果これは廃案となり、当初の予定に従って掘削が行なわれた。地盤の固さとあいまって難工事となったが、奇跡的にも1名の死者も出さず、日本最長の隧道として完成した。当時はまだ国内に自動車はなく、道路を通る最大の物といえば馬車であったが、それには充分過ぎるほど大きな道であった。
工事は4年あまりの歳月をかけて完成し、1881年（明治14年）10月3日に明治天皇の行幸を迎えて開通式を挙行した。天皇は福島県側も含めたこの新道に対し、翌明治15年に「萬世ノ永キニ渡リ人々ニ愛サレル道トナレ」という願いを込めて「萬世大路」と命名した。後に。明治天皇巡幸の後、太政官公達により国道3等に指定された。さらに1885年（明治18年）には、当時の内務省により国道39号に指定され、首都圏と東北地方を結ぶ重要な幹線として利用された。東北地方を訪れたイギリスの女性旅行家イザベラ・バードは、当時の東北の悪路に閉口したが、萬世大路が工事中の1878年（明治11年）6月に新潟から山形県の米沢に入るなり幅25フィート（約7.5メートル）もある道路を見て「瞬く間に新しい世界に出た」と驚き、道幅は広く、交通量も多く繁栄していたと伝えている。
しかし1899年（明治32年）に奥羽本線が開通すると、旅客や貨物は鉄道によって運ばれるようになり、利用者が徐々に減ってきた。

### 昭和の改修
1920年（大正9年）、旧道路法施行に伴い、萬世大路は第5号国道に指定された。このころから日本にも自動車が出現するようになり、萬世大路も車道化の必要性が検討されるようになった。
1933年（昭和8年）から車道化改修工事が開始された。基本的に従来の道筋を踏襲しているが、カーブや傾斜を若干緩和している。山形県側の苅安隧道は、拡幅を行なうには余裕がないとの判断から、取り壊されて切り通しになった。残る2隧道は洞床掘り下げなどにより拡幅された。また、栗子山隧道の山形県側の坑口は、雪の吹込みを避けるために曲げられていた部分を直線的に掘り直したため、山形県側には明治と昭和の坑口が並ぶことになった。隧道名も栗子隧道と改称された。
改修工事は1937年（昭和12年）に完了したが、明治の建設工事では1名の死者も出さなかったのに対し、昭和の改修工事では4名の死者が出た。

## 万世大路
第二次世界大戦後、1952年（昭和27年）に公布された新道路法によって、萬世大路は一級国道13号に指定された。しかし深い山中にあり1年の半分を冬季閉鎖すること、また建設から70年以上を経て老朽化していることから、増加する交通量に対応できなくなりつつあった。そこで1957年（昭和32年）より大改修の調査が開始され、1961年（昭和36年）から「栗子道路」として新道の工事が開始された。この工事では、道路の線形改良を含め、長大トンネルによって一年中峠を越えることができる道路を建設することが目的とされた。中でも栗子峠を越える東栗子トンネル(2,376m)・西栗子トンネル(2,675m)は、完成当時は国内で屈指の長大トンネルであった。栗子道路は1966年（昭和41年）5月に開通し、県境付近が付替となった。その後も改築工事がすすめられ、1970年（昭和45年）に福島市内の信夫山トンネルを含む区間が開通して、全線の付け替えが完了した。旧道とは大幅に経路が変わったが、引き続き「万世大路」の愛称で呼ばれている。また、一般道ながら当時としては高規格な道路が建設されたことから、「栗子ハイウェイ」とも呼ばれていた。
これによりそれまでの萬世大路は集落部分を除き廃道となり、1972年（昭和47年）には栗子隧道が落盤により閉塞した。2009年（平成21年）2月、栗子隧道が経済産業省の「近代化産業遺産」に認定された。
開通以来、山形・秋田両県と首都圏とを結ぶ大動脈として機能してきたが、土砂災害の危険性のために連続雨量180mmで通行止めが行われ、冬期の雪害によってもスリップによる立ち往生などの交通障害が多発し、会津若松市や宮城県白石市への迂回を余儀なくされることが多かった。そのため2002年（平成14年）より栗子トンネル(8,972m)を有する東北中央自動車道の建設が進められ、2017年（平成29年）に開通した。

### トンネル
福島県福島市
- 信夫山トンネル
- 高平トンネル
- 大滝第一トンネル
- 大滝第二トンネル
- 中野第一トンネル
- 中野第二トンネル
- 東栗子トンネル

山形県米沢市
- 西栗子トンネル

### 橋梁
福島県福島市
- 信夫大橋（松川）
- 福島跨線橋（JR東北本線）
  - 全長…17.6m
  - 幅員…9.8m×2
  - 構造…単径間鋼単純活荷重合成亜鉛メッキ鈑桁橋
  - 施工…日本鉄塔工業
  - 竣工…1974年（上り線）1972年（下り線）[13]
- 八反田川橋（八反田川）
  - 全長…20.5m
  - 幅員…10.8m×2
  - 構造…単径間鋼単純活荷重合成鈑桁橋
  - 竣工…1974年（上り線）・1967年（下り線）[14]
- 新小川橋（小川）
  - 全長…112.6m
    - 主径間…43.2m

  - 幅員…8.2m
  - 構造…3径間鋼連続鈑桁橋・単径間鋼単純活荷重合成鈑桁橋
  - 竣工…1967年[15]
- 篭岩橋
  - 全長…37.5m
  - 幅員…8.3m
  - 竣工…1966年
- 杉ノ沢橋
  - 全長…34.7m
  - 幅員…8.3m
  - 竣工…1966年
- 山神橋
  - 全長…106.6m
  - 幅員…8.2m
  - 竣工…1963年
- 大鍋橋
  - 全長…25.7m
  - 幅員…8.5m
  - 構造…単径間鋼単純活荷重合成鈑桁橋
  - 施工…日本車輌製造
  - 竣工…1966年5月29日[16]
- 長老沢橋
  - 全長…40.8m
  - 幅員…8.5m
  - 構造…単径間鋼単純活荷重合成鈑桁橋
  - 竣工…1964年[17]
- 大滝橋
  - 全長…165.0m
    - 主径間…77.5m

  - 幅員…9.7m
  - 構造…3径間鋼連続箱桁橋
  - 施工…日本橋梁・日本車輌製造
  - 竣工…1990年[18]
- 西川橋（小川）
  - 全長…98.8m
    - 主径間…62.0m

  - 幅員…8.3m
  - 構造…3径間鋼方杖ラーメン橋
  - 施工…石川島播磨重工業（上部工）・熊谷組（下部工）
  - 竣工…1964年[19]
- 猪ノ沢橋
  - 全長…43.2m
  - 幅員…8.3m
  - 竣工…1965年
- 大路橋
  - 全長…41.2m
    - 主径間…15.0m

  - 幅員…8.5m
  - 構造…3径間鋼H型桁橋
  - 施工…大成建設（下部工）
  - 竣工…1966年5月29日[20]
- 板谷大橋（袖ヶ沢川）
  - 全長…115.4m
    - 主径間…49.3m

  - 幅員…8.3m
  - 構造…単径間鋼単純箱桁橋・2径間鋼単純活荷重合成鈑桁橋
  - 竣工…1965年[21]
  - 当橋梁上が県境である。

山形県米沢市